# Бучацький районний будинок культури
Бучацький районний будинок культури (БРБК, раніше Будинок-читальня) — заклад культури в Бучачі (Тернопільська область).

## Будинок-читальня
Будинок є пам'яткою архітектури місцевого значення (охоронний номер 34).
Споруджений за ініціативи діячів українського товариства «Просвіта» у Бучачі. Споруджували в 1902—1903 роках коштом бучацьких міщан (українців, поляків, євреїв, вірменів) як будинок для проведення масових заходів. Будівництво завершили 1905 року.

## Відомості
Після окупації ЗУНР Польщею нова влада розмістила в приміщенні повітову (міську) організацію польського гімнастичного товариства «Сокул». Однак українські громадські організації й надалі мали змогу власним коштом проводити святкування визначних дат, подій в історії України, Галичини, зокрема, дні народження Тараса Шевченка.

## Районний будинок культури
Адреса — вулиця Шкільна, 8.
Нині в Бучацькому районному комунальному будинку культури працюють 15 аматорських колективів, 13 мають звання «Народний».

## Люди, пов'язані з БРБК

### Директори
- О. Дерчаков, С. Лапа, Євгенія Риженкова, Мирослав Гребеньовський, М. Бобик, В. Красний, Й. Дума, А. Ярославський,
- Руслан Крупа (від 2003 року).

### Працівники
- Леся Мацьків (сценічний псевдонім — Леся Горлицька)[1]
- Віктор Гребеньовський